# Чудель
Чудель (укр. Чудель) — село в Вировской сельской общине Сарненского района Ровненской области Украины.
Население по переписи 2001 года составляло 2811 человек. Почтовый индекс — 34542. Телефонный код — 3655. Код КОАТУУ — 5625488801.